# Dorsal Atlântica
Dorsal Atlântica es una banda brasileña de thrash metal, fundada en Río de Janeiro en 1981. La banda es uno de las pioneros de la escena del thrash metal en Brasil, siendo reconocido como una influencia para muchas otras bandas como Sepultura y Korzus. Después del Split: Ultimatum con la banda Metalmorphose, la banda lanzó una serie de álbumes de estudio entre 1986 y 1997 antes de separarse en 2001 y volver en 2012.

## Historia

### Carrera iniciar (1981-1985)
La banda fue fundada en 1981 por Carlos Lopes y su hermano Claudio con el nombre el nombre Ness. La banda está compuesta por tres miembros, con la ocupación del batería cambió a menudo.
A principios de los años 80, Carlos puso el dedo en cualquier página de una enciclopedia y "Dorsal Atlántica" se extraerá al azar. Lopes fue inspirado por el movimiento dadaísta que recibió el nombre de la misma manera.
En 1982 lanzaron su primer demo en 1984 y fue seguido por un Split, llamada Ultimatum junto con la banda Metalmorphose.  En 1984, un viejo amplificador y varios álbumes de sellos fueron vendidos para financiar lo Split, publicado en el primer día del Rock in Rio I, en 1985, con una tirada de 500 copias.

### Antes do Fim (1986)
En 1986 fue el punto de partida para la grabación del Antes do Fim, el primer disco en solitario de Dorsal, por una etiqueta paulistana, aunque São Paulo lleve a comprender la propuesta de letras poéticas, hardcore y el pelos largos. El álbum vendió 3.000 copias oficialmente, pero de acuerdo con el vinilo prensava el vinil, LP vendió más de 10.000 debidamente remunerado por los propietarios de la matriz. La cubierta censurada y una grabación hecha a toda prisa se han convertido en símbolos de la urgencia de la obra. El álbum fue votado como uno de los mejores del año y los espectáculos entre Río de Janeiro, São Paulo y Minas Gerais, con un público que parecía entender la propuesta de la banda y era lleno de gente en espectáculos. El año terminó con una nota alta, con el Dorsal de abrir la primera exposición internacional de metro ocurrido en el país. Fue el Dorsal con los británicos Venom y canadienses Exciter en el gimnasio Maracananzinho en diciembre de 1986.

### Dividir e Conquistar (1987)
Dividir e Conquistar fue grabado en 1987 y lanzado el año siguiente. Esta es la segunda obra de Dorsal grabó con vencimiento más largo y musical. El público quería más rápido que el anterior trabajo, pero el dorsal quería evolucionar y atrevida. La nueva etiqueta fue la carioca "Heavy", una de las dos tiendas/sellos de Río que existían en el momento. Clásicos como "Metal Desunido", "Tortura" y "Violência é Real" mostraron un nuevo y valiente camino a seguir. El movimiento de metal comenzaba a mostrar sus grietas, con una clara división entre el personal más radical y el personal del Heavy, asociado a los años 70. En Río, lo templo del metal, la ''Caverna II'', tuvo la "sala de los power metal", donde los headbangers radicales agitaban corrientes con el sonido de Hellhammer y Running Wild.
El álbum Dividir e Conquistar vendido un millar de ejemplares al día en la ''Galeria do Rock'' en São Paulo, y ganó un batallón de colocaciones mejores en 1988 en la revista Rock Brigade y en Río la publicación de metal, lo que permitió a la banda a viajar por el país, y recibido por cientos de personas, con pancartas de bienvenida y la histeria en los aeropuertos de ciudades como Manaus, Belén y Teresina.

### Searching for the Light y Musical Guide from Stellium
Searching For The Light es el tercer álbum de estudio de la banda brasileña Dorsal Atlântica lanzado en 1990 y es la primera ópera de la banda. Después de lo espectáculo con los estadounidenses Testament en el Circo Voador, el segundo baterista dejó la banda para tomar un curso diferente. Después de un año de audiencias, Guga fue aprobado como el batería oficial. Meses más tarde, la escuela de samba Estácio de Sá dio paso al espectáculo Dorsal con banda Kreator de Alemania. En 1992, Musical Guide from Stellium se registró en Belo Horizonte y, por primera vez, la banda tuvo una producción profesional. "Rock Is Dead", "Hidden & Unexpected", "Recycle Yourself" y la música "Thy Will Be Done" - con siglos de Nostradamus cantadas en francés, alemán, Inglés y español, son el peso y el delirio. La revista Inglés RAW! dio la máxima puntuación al musical ... "Ellos tienen que enseñar al primer mundo. Música de los años 90", escribieron. La cubierta de la Expresión Musical ... compitió en la revista Bizz como uno de los mejores del año.

### Alea Jacta Est y Straight
Alea Jacta Est puso en marcha en 1994 por Cogumelo Records, pero los problemas eran los mismos: poca divulgación y la mala distribución. El álbum cuenta la historia de un Cristo negro de la favela nacido en Río de Janeiro. Guitarras y cantos gregorianos muy pesado. Recibió elogios en todo el mundo por la prensa especializada. En febrero de 1996, ya sin el Claudio Lopes en el bajo, el trío recompuesto viajó a Inglaterra, dispuestos a hacer su trabajo sucio. La prensa habló única tendencia hardcore del disco, como si fuera algo nuevo, olvidando la variedad y cantidad de información musical que tiene Straight. En Portugal, jugaron con Cradle of Filth. Para promocionar el álbum, el dorsal registrado, en vivo en el Fúria Metal MTV.

### Terrorism Alive
En enero de 1999, la biografía Guerrilha! (La historia de la Dorsal paralela a la historia de la propia escena del metal) fue puesto en marcha por Beat Press, convirtiéndose en una fuente de inspiración para los demás, en el medio, emitir su propia. El álbum Terrorism Alive (Ér Hab, para la más íntima) es editado por el sello Varda Records, fundada por Carlos Lopes, después que el antiguo etiqueta negarse a grabar el nuevo Álbum de estudio de dorsal.
Después de veinte años de actividad, y sobre todo debido al desgaste de la relación entre los miembros, la banda puso fin a sus actividades entre en 2001. En 10 años, Carlos Lopes fue dedicado a la prensa musical, escribió libros, produjo CDs, hizo la voz en off y la producción en la radio fundó dos bandas (Mustang y Usina Le Blond) y se mantuvo la creencia, incluso en contra de las circunstancias.

## El regreso del Dorsal Atlântica en 2012
Carlos Lopes, después de pasar más de una década después de fanes esperando, decidió ponerse en contacto con los miembros de la formación clásica, Claudio Lopes y Rabicó (Hardcore) e intentar un retorno de la banda, pero la intención era económicamente inviable. El guitarrista,  en una actitud pionera, apuesta en un nuevo tipo de empresa: el "crowdfunding", una especie de "pre-venta". La propuesta sería grabar un nuevo disco, e incluso fabricar camisas y reimpresión de la biografía Guerrilha! tapa dura, entre otras cosas, con el apoyo colectivo de los fanes de la banda. Al principio del proyecto, el guitarrista ha dejado claro que la campaña hubiera determinado plazo para su ejecución, al igual que en todos los proyectos de sitios mediador. Después de mucho esfuerzo, difusión y, por supuesto, el imprescindible apoyo de los aficionados, el juego se convirtió en los últimos días, y el sueño se convirtió en realidad. Se alcanzó la meta de R$ 40.000, superando en casi un 30% la cantidad mínima estipulada. Cada ventilador que contribuyeron al proyecto recibió el CD con el nombre de los aficionados en las notas, camisa, libro, y/o otros artículos, de acuerdo con la contribución de la campaña.
El álbum fue grabado por último, titulado 2012, y la fecha de lanzamiento fue en diciembre de 2012.

## Miembros

### Los miembros actuales
- Carlos "Vândalo" Lopes — vocal, guitarra (1981-2001, 2012-hoje)
- Claudio "Cro-Magnon" Lopes — bajo (1981-1996, 2012-2023
- Toninho "Hardcore" — batería (1985-1989, 2012-hoje)

### Exmiembros
- Marcos Animal - batería (1983-1985)
- Marcelo Farias - batería (1982)
- Guga - batería (1989-2001)
- Angelo Arede - bajo (1996-1997)
- Alexandre Farias - bajo (1997-2001)
- Roberto Moura - bajo (1981)
- Marquinhos - batería (1983)
- Maurício - batería (1983)

## Discografía

### Álbumes de estudio
- (1986) - Antes do Fim
- (1988) - Dividir e Conquistar
- (1990) - Searching for the Light
- (1992) - Musical Guide from Stellium
- (1994) - Alea Jacta Est
- (1997) - Straight
- (2012) - 2012
- (2014) - Imperium
- (2017) – Canudos (Self-released)
- (2021) – Pandemia (Self-released)

### Álbumes en vivo
- (1999) - Terrorism Alive

### Compilaciones
- (2002) - Pelagodiscus Atlanticus
- (2002) - Ultimatum Outtakes 1982-1985
- (2005) - Antes do Fim, Depois do Fim

### Demos
- (1982) - 1st Demo
- (1986) - Live

### EPs
- (1985) - Ultimatum (Split con Metalmorphose)
- (1988) - Cheap Tapes From Divide and Conquer